# Sören Lausberg
Sören Yves Lausberg (* 6. August 1969 in Eisenhüttenstadt) ist ein ehemaliger deutscher Bahnradsportler. Er war ein Spezialist für das 1000-Meter-Zeitfahren und den Teamsprint.

## Sportliche Laufbahn
Im Alter von acht Jahren begann Sören Lausberg mit dem Radsport. Als sein Talent erkannt wurde, wechselte er von der Betriebssportgemeinschaft zur Sportschule und vom ASK Frankfurt (Oder) zum SC Berlin. Von 1997 bis 2000 startete er für Team XXL Erdgas, und zuletzt für den RSV Werner Otto.
Rund 15 Jahre gehörte der Berliner Sören Lausberg zur Weltspitze der Bahnfahrer im 1000-Meter-Einzelzeitfahren („Kilo“). In dieser Zeit startete der mehrfache deutsche Meister bei Weltmeisterschaften und Olympischen Sommerspielen. In seiner Paradedisziplin über 1000 Meter gelang ihm nie der Gewinn einer Weltmeisterschaft, jedoch wurde er dort viermal Vize-Weltmeister und errang bei Olympia zweimal Platz vier. Zudem wurde er zweimal Vize-Weltmeister im Teamsprint sowie dreimal Dritter. 2006 fuhr er sein letztes Rennen beim Berliner Sechstagerennen.
Lausberg fuhr für den RSV „Werner Otto“ Berlin. Seit seinem Rückzug aus dem aktiven Radsport ist er als Diplom-Informatiker für das Institut für Forschung und Entwicklung von Sportgeräten (FES) in Berlin tätig. Dort ist er Leiter der Abteilung Mess- und Informationssysteme ( Stand 2022).

## Erfolge
1995
- Deutscher Meister – 1000-Meter-Zeitfahren

1996
- Weltmeisterschaft – 1000-Meter-Zeitfahren, Teamsprint (mit Jens Fiedler und Michael Hübner)

1997
- Weltmeisterschaft – 1000-Meter-Zeitfahren, Teamsprint (mit Jens Fiedler und Michael Hübner)
- Deutscher Meister – 1000-Meter-Zeitfahren, Teamsprint (mit Eyk Pokorny und Jan van Eijden)

1998
- Weltmeisterschaft – Teamsprint (mit Stefan Nimke und Eyk Pokorny)
- Weltcup in Berlin – Teamsprint
- Deutscher Meister – 1000-Meter-Zeitfahren

1999
- Weltmeisterschaft – Teamsprint (mit Stefan Nimke und Eyk Pokorny)
- Weltcup in Fiorenzuola d’Arda – 1000-Meter-Zeitfahren

2000
- Weltmeisterschaft – 1000-Meter-Zeitfahren

2001
- Weltmeisterschaft – 1000-Meter-Zeitfahren
- Weltcup in Pordenone – 1000-Meter-Zeitfahren
- Deutscher Meister – 1000-Meter-Zeitfahren, Teamsprint (mit Jens Fiedler und Eyk Pokorny)

2002
- Weltmeisterschaft – Teamsprint (mit Jens Fiedler und Carsten Bergemann)
- Deutscher Meister – 1000-Meter-Zeitfahren, Teamsprint (mit Jens Fiedler und Eyk Pokorny)

2003
- Deutscher Meister – 1000-Meter-Zeitfahren

2005
- Weltcup in Moskau – Teamsprint (mit Michael Seidenbecher und Jan van Eijden)
- Deutscher Meister – Teamsprint (mit Daniel Giese und Marco Jäger)